# Леонардо Дикаприо
Леонардо Вилхелм Дикаприо (енгл. Leonardo Wilhelm DiCaprio; Лос Анђелес, 11. новембар 1974) амерички је глумац и продуцент.
Шест пута је номинован за награду Оскар — за најбољег глумца у главној улози у филмовима Авијатичар (2004), Крвави дијамант (2006), Вук са Вол Стрита (2013), Повратник (2015) и Било једном у Холивуду (2019) те за најбољег глумца у споредној улози у филму Шта изједа Гилберта Грејпа (1994). Такође, шест пута је био номинован за награду BAFTA, а тринаест пута за награду Златни глобус.
За улогу Хјуа Гласа у филму Повратник добио је награду Оскара, БАФТУ и Златни глобус за најбољег глумца у главној улози. Такође, још два пута је добио Златни глобус — за најбољег главног глумца у драми за улогу Хауарда Хјуза у филму Авијатичар, и за најбољег главног глумца у комедији или мјузиклу за улогу Џордана Белфорта у филму Вук са Вол Стрита. Био је номинован и за награде Сателит, Награду Удружења филмских глумаца и Сатурн.
Глумачку каријеру је започео деведесетих година прошлог века наступајући у рекламама и сапуницама као што су Санта Барбара, Родитељство, те у ситкому Од муке до науке. Прву запаженију филмску улогу остварио је у филму Дечаков живот из 1993, где му је партнер био Роберт де Ниро. У драми Шта изједа Гилберта Грејпа из 1993. године имао је споредну улогу, а у биографском филму Кошаркашки дневници из 1995. глумио је зависника Џима Керола. Постаје популаран 1996. захваљујући улози у модерној адаптацији Шекспировог дела Ромео и Јулија у режији База Лурмана. Међународну славу стиче главном улогом у љубавном филму Титаник из 1997. режисера Џејмса Камерона, који је у то време био филм са највећом зарадом у историји кинематографије.
Почетком 21. века критика је хвалила његове изведбе у филмовима Ухвати ме ако можеш (2002), Банде Њујорка (2002), Авијатичар (2004), Крвави дијамант (2006), Двострука игра (2006), Револуционарни пут (2008), Затворено острво (2010), Почетак (2010), Ђангова освета (2012), Вук са Вол Стрита (2013), Повратник (2015) и Било једном у Холивуду (2019).
Власник је продуцентске компаније Appian Way Productions. Често сарађује са режисером Мартином Скорсезеом и до сада је наступио у пет његових филмова. Као посвећеног филантропа и борца за очување животне средине похвалиле су га организације за заштиту животне средине.

## Детињство и породица
Леонардо Дикаприо је син јединац, рођен у Лос Анђелесу у Калифорнији. Његова мајка, Ирмелин Инденбиркен, бивша секретарица, рођена је у Немачкој, где је живела до 1950-их година прошлог века, када се са породицом из града Ер-Еркеншвик преселила у Сједињене Америчке Државе . Његов отац, Џорџ Дикаприо, цртач, продуцент и дистрибутер стрипова., пореклом је полу-Италијан (из Напуља, са очеве стране) и полу-Немац (из Баварије, са мајчине стране). Дикаприов деда по мајци, Вилхелм Инденбиркен био је Немац, а баба Хелен Инденбиркен (1915—2008) такође је била немачка држављанка, мада је рођена у Русији као Јелена Смирнова. Леонардо Дикаприо, осим матерњег енглеског, течно говори и немачки језик.
Дикаприови родитељи упознали су се док су похађали факултет, а након дипломирања преселили су се у Лос Анђелес, где се Леонардо родио. Његова мајка осетила је покрет у стомаку док је у једном италијанском музеју посматрала слику Леонарда да Винчија, па је сину дала име по овом чувеном сликару. Глумчеви родитељи су се развели годину дана након његовог рођења. Леонардо је претежно живео са мајком на неколико локација у Лос Анђелесу, међу којима су Ехо Парк, Хилхерст Авенија и округ Лос Фелиз. Његова мајка је радила и по више послова истовремено како би издржавала породицу. Дикаприо је оца виђао повремено, а део детињства је провео у Немачкој са мајком и њеним родитељима. Завршио је „Сидс” основну школу (енгл. Seeds Elementary School), средњу школу „Џон Маршал” (енгл. John Marshall High School), а затим и четворогодишњи факултет „Los Angeles Center for Enriched Studies”.

## Каријера

### Прве улоге
Дикаприо је глумачку каријеру започео улогама у рекламама и образовним филмовима, као и у сапуници Санта Барбара и ситкому Од муке до науке почетком деведесетих. Са пет година избачен је са снимања дечје серије Romper Room јер је био превише несташан,. Након што је годинама био одбијан од стране многих агената, коначно бива примљен од стране агента када му је било 12 или 13 година. Каријеру започиње појављивањем у неколико образовних и рекламних филмова, следећи пример свог старијег брата од маћехе, Адама Ферара, и у телевизијским рекламама. Са 14 година наступио је у реклами за Мечбокс аутомобиле.
Прву улогу на телевизији добија 1989. у серији Нови Леси, а 1990. глуми Герија Бакмена у серији Родитељство, телевизијској адаптацији истоименог филма. Током појављивања у серији Родитељство, Дикаприо је играо мање улоге у серијама Санта Барбара и Розен. Након тога је у Еј-Би-Си-јевом ситкому Од муке до науке (1991—1992) тумачио улогу Лука Брауера, дечака бескућника кога је прихватила породица Сивер. За улоге у серијама Родитељство, Санта Барбара и Од муке до науке био је номинован за награду Млади уметник (енгл. Young Artist Award).

### 1991—1995: Почетак филмске каријере
Први филм у коме је наступио био је научнофантастични хорор Чупавци 3 из 1991, у коме је играо пасторка злог земљопоседника. Ту улогу је описао као „просечну улогу, без дубине, био сам обичан клинац са плавом косом”. Филм је одмах почео да се дистрибуира у видео формату, без премијере у биоскопима. Прву запаженију филмску улогу остварио је у биографској драми Дечаков живот, где глуми заједно са Елен Баркин и Робертом де Ниром који га је на кастингу међу 400 других кандидата лично изабрао за ту улогу. Критичари су похвалили његов наступ у поменутом филму.
Године 1993. у трагикомичној драми Шта изједа Гилберта Грејпа, Дикаприо тумачи улогу ментално онеспособљеног дечака Арнија, једног од чланова дисфункционалне породице младића Гилберта Грејпа, кога глуми Џони Деп. Иако режисер Ласе Халстром у почетку није желео да му повери ову улогу јер је сматрао да је „превише згодан”, није успео да нађе неког другог ко би и по начину глуме, и по физичком изгледу, у потпуности одговарао лику, и на крају се одлучио за Дикаприја кога је сматрао „најпажљивијим глумцем” међу свим кандидатима. Како би се припремио за улогу Арнија Грејпа, Дикаприо је неко време провео са ментално онеспособљеним тинејџерима. Филм је наишао на позитивне реакције публике и критичара, који су били импресионирани његовом глумом. Џенет Мазлин из Њујорк Тајмса похвалила је Дикаприову изведбу и написала да је „његов портрет Арнија толико потресан и живописан да га је на почетку застрашујуће посматрати... његова глума је изузетно оштра и драматична од почетка до краја филма”. Дикаприју је овај филм донео неколико награда, као и номинације за Оскара и Златни глобус у категорији Најбољи глумац у споредној улози.
Године 1995. заједно са светски познатим звездама попут Џина Хекмена, Расела Кроуа и Шерон Стоун глуми у вестерну Брзи и мртви, у коме тумачи улогу Хекмановог сина Кида. Филмски студио Сони Пикчерс двоумио се око тога да ли да унајми Дикаприја због висине његовог хонорара и ограниченог буџета филма, али је на крају Шерон Стоун одлучила да сама плати његов хонорар и Дикаприо је добио улогу. Филм је лоше прошао на биоскопским благајнама и једва је достигао зараду од 18,5 милиона долара у САД, а мишљења критичара су била подељена.
Исте године наступа у филму Тотално помрачење, чија радња приказује хомосексуалну везу између Артура Рембоа, кога глуми Дикаприо, и Пола Верлена, кога игра Дејвид Тјулис. Дикаприо је заменио глумца Ривера Финикса који је умро у току пред-продукције филма. Филм је остварио скроман успех на биоскопским благајнама зарадивши 0,34 милиона долара. Последњи филм у коме је наступио те године, била је биографска драма Кошаркашки дневници о младом кошаркашу Џиму Керолу чији се снови о професионалној каријери руше када постане хероински зависник. Ова улога донела му је први милионски хонорар.
У то време Дикаприо је такође снимио краткометражни црно-бели филм Донова шљива са пријатељима Тобијем Мегвајером и Кевином Конолијем. Иако је првобитно планирано да се дистрибуира као видео, режисер Р. Д. Роб је касније желео да филм буде дугометражни са биоскопском премијером. Томе су се успротивили Мегвајер и Дикаприо који су судском пресудом обезбедили да се филм не приказује у биоскопима, јер су сматрали да режисер покушава да искористи њихову новостечену популарност како би остварио већу зараду, мада они никада нису пристали да сниме дугометражни филм. Филм је премијерно приказан 2001. године на Берлинском филмском фестивалу и био је добро прихваћен од стране критике. Новинар Мајк Д' Анђело је у својој колумни написао да је то „најбољи филм који је гледао на Филмском фестивалу у Берлину”.

### 1996—2001: Светски успех и слава
Године 1996. заједно са Клер Дејнс тумачи насловну улогу у филму Ромео и Јулија режисера База Лурмана, модерној адаптацији чувене Шекспирове драме. У филму је задржан оригиналан дијалог, мада су измењена имена неких ликова и детаљи везани за ток радње. Са зарадом која је износила 147 милиона долара, ово је био његов први пројекат који је остварио велики комерцијални успех и обезбедио му статус будуће звезде, чему у прилог говори и неколико номинација за МТВ филмску награду.
Касније, исте године, глуми у породичној драми Марвинова соба режисера Џерија Закса, где поново сарађује са глумцем Робертом де Ниром. Скот Макферсон, аутор представе из 1991. по којој је филм снимљен, такође је био задужен за писање сценарија. Радња прати две рођене сестре, које је након 17 година отуђености ујединила породична трагедија. Дикаприо глуми Хенка, проблематичног тинејџера који се налази у менталној институцији након што је изазвао пожар у кући своје мајке (Мерил Стрип).
Године 1997, Дикаприо заједно са Кејт Винслет игра главну улогу у љубавној драми Титаник режисера Џејмса Камерона. Тумачи лик двадесетогодишњег Џека Досона, сиромашног младића из Висконсина, који на коцки добија две карте за путовање трећом класом бродом Титаником. Иако је првобитно одбио понуду да наступи у филму, Камероново поверење у његове глумачке способности на крају га је охрабрило да прихвати улогу. Супротно очекивањима, Титаник је на биоскопским благајнама зарадио више од две милијарде долара, и стекао титулу најпрофитабилнијег филма свих времена (рекорд је држао све до 2010. када га је по заради прешао футуристички филм Аватар који је, такође, режирао Камерон). Дикаприо је захваљујући овој улози постао интернационална звезда и стекао је велики број обожаватеља, претежно тинејџерки. Помама за њим, која је настала захваљујући филму Титаник у медијима је била позната под називом „Лео-манија”. Више од 200 његових обожаватеља писали су писма протеста Америчкој филмској академији када 1998. није био номинован за награду Оскар. Дикаприо је био номинован за бројне друге престижне награде, укључујући Златни глобус. Поводом свог успеха у филму Титаник дао је изјаву часопису Тајм 2000. године: „Током тог периода, нисам био свестан феномена Титаника и тога да сам постао познат широм света. Знам да никада нећу поново достићи такву популарност, али то и не очекујем. То није нешто што ћу покушавати да постигнем”.
Наредне године, прави камео у филму Позната личност Вудија Алена, сатиричном осврту на холивудску индустрију, а у свом кратком појављивању руга се на сопствени рачун. Након тога наступа у драми Човек са гвозденом маском режисера Рендала Воласа, римејку истоименог филма из 1939, у коме тумачи две улоге — браћу близанце, исквареног краља Луја XIV и његовог брата Филипа који је годинама био заточен и окован металном маском. Иако је наишао на велики број негативних коментара, филм је постао хит на биоскопским благајнама са укупном зарадом од 180 милиона долара. Дикаприову изведбу критичари су углавном позитивно оценили, а Овен Глајберман је за Ентертејнмент викли написао да „изгледа као неко код кога још нису прорадили хормони, али ипак одушевљава својом инстинктивном глумом и анђеоским лицем”. Упркос томе, Дикаприо је за ову улогу освојио Златну малину за најгори филмски пар.
Слично је прошао и његов следећи пројекат, авантуристичка драма Плажа из 2000. режисера Денија Бојла, снимљена по истоименом роману Алекса Гарланда. Поред Дикаприја, у филму наступају Тилда Свинтон и Роберт Карлајл, а радња прати америчког туристу Ричарда који трага за савршеним начином живота на једном тајном острву у Тајландском заливу. Упркос негативној реакцији критичара, филм је на биоскопским благајнама зарадио 144 милиона долара. Тод Макарти је за часопис Варајети написао да је: „Ричард превише типичан Американац, недовољно дефинисан као личност да би могао у потпуности да задржи пажњу и интересовање гледалаца, а Дикаприо га својом глумом не обогаћује никаквим специфичним карактеристикама која би му дале комплексност”. Ова улога донела му је још једну номинацију за награду Златна малина.

### 2002—2007: Признање критике
Дикаприов први филм из 2002. године била је биографска криминалистичка драма Ухвати ме ако можеш, инспирисана животом Френка Абагнејла који је пре свог 19. рођендана користио шарм, самопоуздање, довитљивост и неколико лажних идентитета како би зарадио милионе тако што је фалсификовао чекове и многе друге документе крајем шездесетих година 20. века. Филм је режирао Стивен Спилберг, а споредне улоге тумаче Том Хенкс, Мартин Шин и Кристофер Вокен. Сниман је на 147 различитих локација за само 52 дана, што га је учинило најузбудљивијим филмским искуством које је Дикаприо до тада доживео. Филм је постао интернационални хит и остварио је велики успех код критичара и публике, а са зарадом која је износила 351,1 милиона долара у то време био је Дикаприов најкомерцијалнији пројекат након Титаника. Роџер Иберт похвалио је његову глуму речима: „Дикаприо, који је у скорашњим филмовима играо мрачне и проблематичне ликове, у овом филму представља право освежење и шармантан је у улози дечака који открива у чему је заиста добар и одлучује да то и ради”. Улога у овом филму Дикаприју доноси трећу номинацију за Златни глобус.
Исте године, Дикаприо по први пут наступа у филму режисера Мартина Скорсезеа — историјској драми Банде Њујорка. Радња филма одиграва се у њујоршком округу „Фајв поинтс” половином 19. века и прати сукобе између домородаца и ирских имиграната. Скорсезе се борио да нађе финансијере за филм све док се Дикаприо није заинтересовао за улогу Амстердама Валона, младог вође ирских имиграната, након чега се Мирамакс укључио у финансирање пројекта. Прекорачења буџета и сталне препирке између режисера и продуцената резултирали су тиме да снимање траје осам месеци, а трошкови су на крају износили 103 милиона долара, чиме је ово постао најскупљи пројекат који је Скорсезе до тада режирао. Филм је одмах након премијере доживео комерцијални и критички успех. Иако су критичари похвалили Дикаприја, остао је у сенци Данијела Деј-Луиса чија је изведба углавном наишла на боље коментаре.
Две године касније наставља сарадњу са Скорсезеом, као главни глумац и продуцент биографске драме Авијатичар. Радња филма одвија се у периоду од краја 1920-их, па све до 1947. и прати живот Хауарда Хјуза, ексцентричног и опсесивног америчког богататаша, филмског режисера и пионира авијације. Дикаприо је првобитно развио пројекат са Мајклом Маном, који је на крају одустао од режије јер је претходно већ режирао два биографска филма — Али и Пробуђена савест. Глумац је сценарио Џона Логана проследио Скорсезеу који је убрзо прихватио да режира пројекат. Дикаприо је провео више од годину и по дана припремајући се за филм који није сниман у континуитету, због других обавеза глумаца и локација за снимање. Буџет је износио 110 милиона долара, а филм је након премијере наишао на добар пријем код публике и критичара. Дикаприо је за ову улогу освојио награду Златни глобус за најбољег главног глумца у играном филму (драма), а такође је био номинован за Оскара, BAFTA и Награду Удружења глумаца у истој категорији.
Дикаприо 2006. године глуми у два филма — Двострука игра и Крвави дијамант. У Крвавом дијаманту, ратној драми Едварда Звика, тумачи улогу Денија Арчера, кријумчара дијамантима из Родезије, који се случајно нашао у грађанском рату у Сијера Леонеу. Критичари су позитивно оценили филм, а Дикаприо је хваљен за аутентичан јужноафрички акценат који је познат као веома тежак за имитирање.
У Скорсезеовом филму Двострука игра глуми Билија Костигана, тајног агента који се инфилтрирао у једну криминалистичку организацију у Бостону. Снимљен је са буџетом од 90 милиона долара, а захваљујући заради у износу 213,7 милиона долара, постао је Дикаприов и Скорсезеов најкомерцијалнији филм у то време, оборивши рекорд њиховог претходног заједничког пројекта Авијатичар . Наишао је на претежно позитивне реакције критичара као један од најбоље оцењених филмова 2006. године и освојио је бројне награде, укључујући Оскара за најбољег режисера, првог у Скорсезеовој каријери.
За улогу у овом филму Дикаприо је освојио награду Сателит, а био је номинован и за награду BAFTA за најбољег споредног глумца. Исте године, Дикаприо је такође био вишеструко номинован за Златни глобус и Награду удружења глумаца за улоге у филмовима Двострука игра и Крвави дијамант, који му је такође донео и трећу номинацију за Оскара.

### 2008—2012: Наставак успеха
Године 2008. глуми у шпијунском филму Круг лажи, снимљеном по истоименом роману Дејвида Игнатиуса, чија је радња cмештена у контекст рата против тероризма на Средњем истоку и прати три човека који cе боре против организације Ал Каида, а уједно имају и неке међусобне сукобе. Режију потписује Ридли Скот, а поред Дикаприја у филму наступају Расел Кроу и Марк Стронг. За потребе снимања, Дикаприо је офарбао косу у тамнију боју и носио је браон контактна cочива. Улогу у филму је прихватио јер га је cматрао добрим освртом на политичке драме из 1970-их Убице и сведоци и Три кондорова дана. Мишљења критичара била су подељена, а cа буџетом од 67,5 милиона долара филм је постигао скроман финансијски успех у износу од 115 милиона долара.
Исте године тумачи главну улогу и у филму Револуционарни пут cа Кејт Винслет, који је режирао њен тадашњи муж Сем Мендиз. Снимљен по истоименом роману Ричарда Јејтса из 1961, филм приказује живот несрећног брачног пара из Конектиката. Пошто су обоје глумаца осећали одбојност према љубавним филмовима налик Титанику, Винслетова је након читања сценарија Џастина Хејда, предложила да Дикаприио прихвати улогу, јер се уверила да филм нема додирних тачака са њиховим претходним заједничким пројектом. Продукција филма почела је убрзо након што се Дикаприо придружио глумачкој екипи. Глумац је рекао да је cвој лик видео као „нехеројску и помало кукавичку особу која је спремна да буде производ свог окружења”. Како би се припремили за улоге брачног пара у несрећном браку током 1950-их, Винслет и Дикаприо су заједно гледали видео снимке из тог раздобља који промовишу живот у предграђу, што им је на крају донело повољне критике. За ову улогу Дикаприо је седми пут био номинован за награду Златни глобус.
Године 2010. наставља сарадњу са Мартином Скорсезеом улогом у психолошком трилеру Затворено острво, снимљеном по истоименом роману Дениса Лихејна из 2003. Радња прати америчког маршала Едварда "Тедија" Данијелса, који истражује психијатријску установу на изолованом на острву и доводи у питање и своје ментално здравље. Поред Дикаприја, у филму наступају Марк Рафало, Бен Кингсли и Мишел Вилијамс. Филм је зарадио 294 милиона долара и тиме постао Скорсезеов филм са највећом зарадом.
Исте године глуми и у научнофантастичном трилеру Почетак који је режирао Кристофер Нолан. Филм је инспирисан искуством луцидних снова и инкубацијом сна. Дикаприо тумачи лик Дома Коба који има способност да улази у туђе снове са циљем да добије информације које су иначе недоступне. Кобу је обећана шанса да поврати стари живот ако заузврат убаци идеју у ум једне корпоративне мете. Дикаприо је био први глумац коме је била понуђена улога у овом пројекту, а пристао је да учествује јер је био „интригиран филмским концептом и тиме како ће његов лик да откључа свој свет снова, што ће на крају да утиче и на његов стваран живот”. Критика је одлично прихватила филм, који је остварио зараду од 825 милиона долара.
У јулу 2010. објављено је да је Дикаприо одустао од снимања филма о Викинзима Мела Гибсона због контроверзног снимка на коме поменути глумац и режисер виче и има изливе беса, као и због породичног насиља над женом Оксаном Григоријевом. У новембру исте године компанија Леонарда Дикаприја купује филмска права за екранизацију романа Ђаво у белом граду писца Ерика Ларсона. Очекује се да ће Дикаприо играти улогу серијског убице Хенрија Хауарда Холмса који је одговоран за смрт многих жена током светске изложбе у Чикагу 1893.
Године 2011. наступа уз Армија Хамера и Наоми Вотс у историјској драми Клинта Иствуда Џеј Едгар, биографској причи о животу Џона Едгара Хувера. Снимљен по сценарију Дастина Ленса Блека, филм се фокусира на каријеру првог директора ФБИ-ја од Палмер Рејдса па надаље, укључујући и приказ његовог приватног живота као хомосексуалца. Филм је наишао на значајан број негативних коментара због доста недоследности, мада су критичари похвалили Дикаприов „потпуно реалистичан, суптилан и убедљив наступ који наговештава више ствари него што је Хувер икада открио било коме, или самом себи”. Следеће године, Дикаприо игра улогу негативца Келвина Кендија у шпагети вестерну Ђангова освета Квентина Тарантина. Филм је зарадио 424 милиона долара на биоскопским благајнама и један је од најпрофитабилнијих вестерна свих времена. Такође је наишао на позитивне реакције критичара и освојио је бројне награде, укључујући два Оскара, а Дикаприју је донео још једну номинацију за Златни глобус.

### 2013—данас
Године 2013. наступа заједно са Кери Малиган и Тобијем Магвајером у драми Велики Гетсби, филмској адаптацији истоименог књижевног класика Ф. С. Фицџералда из 1925. Филм је режирао Баз Лурман, са којим је Дикаприо сарађивао 1996. када је играо главну улогу у његовој екранизацији Шекспировог романа Ромео и Јулија. Велики Гетсби је почео да се приказује у биоскопима 10. маја и отворио је Кански филмски фестивал 2013. Иако су мишљења критичара о самом филму била подељена, Дикаприов портрет Гетсбија наишао је на позитивне реакције. Рејфер Гузман из Њуздеја похвалио је глумца речима: „Што се тиче Дикаприја у улози Гетсбија, он је глумац кога ће бити тешко надмашити. Иако је његово прво појављивање на екрану готово комично — пропраћено ватрометом и Гершвиновом „Рапсодијом у плавом” — Дикаприо све то засењује улогом захтевног и загонетног лика. Он је жесток као Алан Лад 1949, углађен као Роберт Редфорд 1974, али такође рањив, дирљив, занимљив, преварант, али пре свега човек. Све то чујете у Гетсбијевој омиљеној фрази „стари друже”, вербалном тику који је збунио остале глумце. Његова изведба је грандиозна и тешко надмашива”. Критичар Мет Золер Сајц описао је Дикаприов наступ као „највећи и истовремено најпростији специјални ефекат овог филма” и додао да је ово вероватно његова најбоља изведба у досадашној каријери. Филм је зарадио 348 милиона долара и тренутно је Лурманов најкомерцијалнији пројекат.
Исте године, Дикаприо сарађује са Скорсезеом по пети пут у биографској драми Вук са Вол Стрита, причи о животу брокера Џордана Белфорта који је ухапшен крајем 1990-их због разних превара и прања новца. Сниман у августу и септембру 2012. на локацијама у Њујорку, филм је почео да се приказује у биоскопима 25. децембра 2013. Иако је изазвао полемике због бројних шкакљивих сцена, критичари су га позитивно оценили, а на биоскопским благајнама је зарадио 392 милиона долара. Дикаприо је задивио критичаре својим талентом за комедију, као глумац који ретко наступа у филмовима овог жанра. Дејвид Томпсон из Њу Рипаблика похвалио га је речима: „Дикаприо је раније улогом у филму Ухвати ме ако можеш наговестио да би комедија могла да буде његов истински позив — али он овде није само забаван, већ право откриће”. Вук са Вол Стрита освојио је бројне престижне награде и нашао се на листи 10 најбољих филмова 2013. по избору Америчког филмског института. Добио је пет номинација за Оскара, од тога две за Дикаприја — у категоријама Најбољи главни глумац и Најбољи филм, за коју је био номинован као један од продуцената. За ову улогу освојио је Златни глобус за најбољег главног глумца у мјузиклу или комедији и био је номинован за награде BAFTA, Емпајер, Сателит, МТВ и многе друге.
Године 2016. на 88. додели Оскара добио је Оскара за најбољег глумца у главној улози за улогу Хјуа Гласа у филму Повратник режисера Алехандра Гонсалеса Ињаритуа.

## Приватан живот
Дикаприо је близак пријатељ Тобија Мегвајера, кога је упознао на аудицији за серију Родитељство 1990. Такође се годинама дружи са Кевином Конолијем, Лукасом Хасом и колегиницом из филмова Титаник и Револуционарни пут, Кејт Винслет. Током детињства био је пријатељ глумца Кристофера Педита, који је преминуо 2000.
У медијима се често писало о његовом љубавном животу. Дикаприо се неколико година забављао са манекенком Кристен Занг, мада су раскидали више пута, а такође се виђао и са британском манекенком Емом Милер. Почетком 2000. године упознао је бразилску манекенку немачког порекла Жизел Биндшен, са којом је био у вези са неколико прекида све до коначног раскида 2005. У новембру исте године, Дикаприо је почео да се виђа са израелском манекенком Бар Рефаели коју је упознао на журци у Лас Вегасу коју су организовали чланови музичке групе U2. Заједно су путовали у Израел, где су упознали председника Шимона Переза и посетили манекенкин родни град Ход Хашарон. Иако су раскинули у јуну 2009, почетком 2010. обновили су везу и били су заједно све до 2011. У августу 2011. медији су писали о Дикаприовој вези са Блејк Лајвли, која је почела средином маја, а завршила се у октобру исте године. Дикаприо се потом забављао са манекенком Ерин Хедертон од децембра 2011. до октобра 2012. Током маја 2013. започео је љубавну везу са немачком манекенком Тони Гарн, међутим разишли су се 2014. године.
Дикаприо је озбиљно повређен 2005. године, када га је манекенка Арета Вилсон погодила у главу поломљеном стакленом флашом на једној холивудској журци. Након признања кривице 2010, Вилсонова је осуђена на затворску казну у трајању од две године.
Власник је куће у Лос Анђелесу и стана у Батери Парк Ситију на Доњем Менхетну. Године 2009. купио је острво у тропској држави Белизе, од кога намерава да направи еколошко одмаралиште. Почетком 2014. купио је и резиденцију глумице и певачице Дајне Шор у Палм Спрингсу коју је дизајнирао архитекта Доналд Векслер.

## Активизам и филантропија
Дикаприо се залаже за очување животне средине, а многе групе које се баве овом делатношћу похвалиле су његов активизам. Поседује електрични ауто Тесла родстер, као и хибридне аутомобиле Фискер Карма и Тојота пријус. Такође је уградио соларне панеле на своју кућу. У интервјуу за магазин Укула поводом документарног филма Једанаести сат напоменуо је да је глобално загревање „највећи изазов у борби за очување животне средине”.
На церемонији доделе Оскара 2007. године, Дикаприо је заједно са бившим потпредседником Алом Гором најавио вест да је Америчка филмска академија усвојила здрав начин планирања и продукције филмова и тиме потврдила своју посвећеност заштити животне cредине. 7. јула 2007. Дикаприо је био презентер на концерту Live Earth, једном у низу догађаја који за циљ имају повећање еколошке свести кроз забавне програме. Године 2010. био је номинован за награду „Уради нешто”, коју додељује телевизијска мрежа ВХ1 у сарадњи са организацијом Do Something, која покушава да оснажи и инспирише младе људе да чине добра дела.
Са мајком је 1998. године донирао 35.000 долара компјутерском центру "Леонардо Дикаприо", огранку јавне библиотеке Лос Анђелеса лоциране у Лоc Фелизу, где је глумац живео током детињства. Библиотека је била уништена током земљотреса Нортдриџ који cе десио 1994. након чега је поново изграђена и отворена почетком 1999. Током снимања филма Крвави дијамант, посетио је 24 сирочета путем организације SOS Children Vilage у Мапуту у Мозамбику, а очевици су потврдили да га је интеракција са децом веома дирнула. Године 2010. донирао је милион долара Хаитију након трагичног земљотреса.
Током председничких избора 2004, подржао је кампању Џона Керија. Према подацима Федералне изборне комисије, глумац је донирао 2.300 долара председничкој кампањи Барака Обаме на изборима 2008. То је био максимални доприноc који појединац може да дâ у том изборном кругу, а Дикаприо је такође донирао 5.000 долара Обаминој кампањи 2012.
У новембру 2010. Дикаприо даје милион долара „Друштву за очување дивљих животиња” на руском самиту о тигровима. Глумчева упорност да стигне на догађај упркос томе што му је лет двапут одложен, навела је тадашњег премијера Владимира Путина да га опише речју „мужик” што значи "прави мушкарац". Следеће године, Дикаприо cе прикључио иницијативи организације Animal Legal Defense Fund да ослободе Тонија, тигра који је последњу деценију провео у заточеништву. Дикаприо је такође активиста за ЛГБТ права, а у априлу 2013. донирао је 61.000 долара организацији GLAAD која промовише cлику ЛГБТ популације у медијима.

## Филмографија
Леонардо Дикаприо је наступио у 30 филмских остварења (не рачунајући филмове у којима се појављује као наратор) и у седам ТВ серија. Његов просечан хонорар износи 20 милиона долара. Године 2011. био је први на листи најплаћенијих холивудских глумаца часописа Форбс, са зарадом од 77 милиона долара.
| Година              | Српски назив                | Изворни назив           | Улога                         | Напомене                        | Хонорар (у доларима)                         |
| ------------------- | --------------------------- | ----------------------- | ----------------------------- | ------------------------------- | -------------------------------------------- |
| 1991.               | Чупавци 3: Оно си што једу  |                         | Џошуа „Џош” Бригс             | директно дистрибуиран као видео |                                              |
| 1992.               | Отровна Ајви                |                         | Гај                           |                                 |                                              |
| 1993.               | Дечаков живот               |                         | Тобајас „Тоби” Волф           |                                 |                                              |
| 1993.               | Шта изједа Гилберта Грејпа  |                         | Арни Грејп                    |                                 | 75.000                                       |
| 1994.               |                             |                         | Бад                           | кратки филм                     |                                              |
| 1995.               | Сто и једна ноћ             |                         | неми глумац у Холивуду        | избачена сцена                  |                                              |
| 1995.               | Брзи и мртви                |                         | Фи Херод „Кид”                |                                 | 150.000                                      |
| 1995.               | Кошаркашки дневници         |                         | Џим Керол                     |                                 | 1.000.000                                    |
| 1995.               | Тотално помрачење           |                         | Артур Рембо                   |                                 |                                              |
| 1996.               | Ромео и Јулија              |                         | Ромео Монтеки                 |                                 |                                              |
| 1996.               | Марвинова соба              |                         | Хенк                          |                                 |                                              |
| 1997.               | Титаник                     |                         | Џек Досон                     |                                 | 2.500.000                                    |
| 1998.               | Човек са гвозденом маском   |                         | краљ Луј XIV / Филип          |                                 |                                              |
| 1998.               | Позната личност             |                         | Брандон Дароу                 |                                 |                                              |
| 2000.               | Плажа                       |                         | Ричард                        |                                 | 20.000.000                                   |
| 2001.               | Донова шљива                |                         | Дерек                         |                                 |                                              |
| 2002.               | Ухвати ме ако можеш         |                         | Френк Абагнејл млађи          |                                 | 20.000.000                                   |
| 2002.               | Банде Њујорка               |                         | Амстердам Валон               |                                 | 18.000.000 (не укључујући процентуални удео) |
| 2004.               | Авијатичар                  |                         | Хауард Хјуз                   |                                 | 20.000.000                                   |
| 2006.               | Двострука игра              |                         | Вилијам „Били” Костиган млађи |                                 | 20.000.000                                   |
| 2006.               | Крвави дијамант             |                         | Дени Арчер                    |                                 | 20.000.000                                   |
| 2007.               | Једанаести час              |                         | наратор                       |                                 |                                              |
| 2008.               | Круг лажи                   |                         | Роџер Ферис                   |                                 |                                              |
| 2008.               | Револуционарни пут          |                         | Френк Вилер                   |                                 |                                              |
| 2010.               | Затворено острво            |                         | Едвард „Теди” Данијелс        |                                 |                                              |
| 2010.               | Имакс 3Д Хабл               |                         | наратор                       | документарни филм               |                                              |
| 2010.               | Почетак                     |                         | Дом Коб                       |                                 | 59.000.000 (укључујући процентуални удео)    |
| 2011.               | Џ. Едгар                    |                         | Џон Едгар Хувер               |                                 | 2.000.000                                    |
| 2012.               | Ђангова освета              |                         |                               |                                 |                                              |
| 2013.               | Велики Гетсби               |                         |                               |                                 | 20.000.000                                   |
| 2013.               | Вук са Вол Стрита           | The Wolf of Wall Street | Џордан Белфорт                |                                 | 10.000.000                                   |
| 2016.               | Повратник                   |                         | Хју Глас                      |                                 |                                              |
| 2019.               | Било једном у Холивуду      |                         | Рик Далтон                    |                                 |                                              |
| 2021.               | Не гледај горе              |                         | др Рендал Минди               |                                 |                                              |
| 2023.               | Убиства под цветним месецом |                         | Ернест Беркхарт               |                                 |                                              |
| 2025.               | Једна битка за другом       |                         |                               |                                 |                                              |
| Телевизијске серије |                             |                         |                               |                                 |                                              |
| 1989.               | Нови Леси                   |                         | Глен                          | две епизоде                     |                                              |
| 1990.               | Аутсајдери                  |                         | Дечак у тучи                  | пилот епизода                   |                                              |
| 1990.               | Санта Барбара               |                         | Млади Мејсон Кепвел           | пет епизода                     |                                              |
| 1991.               | Розен                       |                         | Дарленин друг                 | епизода Home-Ec                 |                                              |
| 1990—1991.          | Родитељство                 |                         | Гари Бакмен                   | 12 епизода                      |                                              |
| 1991—1992.          | Од муке до науке            |                         | Лук Брауер                    | 23 епизоде                      |                                              |
| 2014.               | Уживо суботом увече         |                         | глуми самог себе (камео)      | епизода Џона Хил/Бастили        |                                              |
| Као продуцент       |                             |                         |                               |                                 |                                              |
| 2004.               | Атентат на Ричарда Никсона  |                         |                               | извршни продуцент               |                                              |
| 2004.               | Авијатичар                  |                         | Хауард Хјуз                   | извршни продуцент               |                                              |
| 2007.               | Једанаести сат              |                         | наратор                       | документарни филм               |                                              |
| 2007.               | Рајски баштован             |                         |                               |                                 |                                              |
| 2008—2010.          | Гринсбург                   |                         |                               | серија                          |                                              |
| 2009.               | Сироче                      |                         |                               |                                 |                                              |
| 2011.               | Црвенкапа                   |                         |                               |                                 |                                              |
| 2011.               | Мартовске иде               |                         |                               | извршни продуцент               |                                              |
| 2013.               | Ризична игра                |                         |                               |                                 |                                              |
| 2013.               | Из зла у горе               |                         |                               |                                 |                                              |
| 2013.               | Вук са Вол Стрита           |                         | Џордан Белфорт                |                                 |                                              |
| 2014.               | Вирунга                     |                         |                               | извршни продуцент               |                                              |
| 2015.               | Кравера                     |                         |                               | извршни продуцент               |                                              |
| 2016.               | Пре крви                    |                         |                               | продуцент                       |                                              |
| 2017.               | Закон ноћи                  |                         |                               | продуцент                       |                                              |

## Награде и номинације
Дикаприо је био номинован за велики број престижних филмских награда, међу којима су Оскар (5 номинација), Златни глобус (11 номинација, 3 победе), BAFTA (4 номинације) и Награду Удружења глумаца (5 номинација).
| Година                                            | Категорија                                            | Филм                                      | Резултат   | Изгубио од                                                                              |
| ------------------------------------------------- | ----------------------------------------------------- | ----------------------------------------- | ---------- | --------------------------------------------------------------------------------------- |
| Оскар                                             |                                                       |                                           |            |                                                                                         |
| 1994.                                             | Најбољи глумац у споредној улози                      | Шта изједа Гилберта Грејпа                | Номинација | Томи Ли Џоунс (Бегунац)                                                                 |
| 2005.                                             | Најбољи глумац у главној улози                        | Авијатчар                                 | Номинација | Џејми Фокс (Реј)                                                                        |
| 2007.                                             | Најбољи глумац у главној улози                        | Крвави дијамант                           | Номинација | Форест Витакер (Последњи краљ Шкотске)                                                  |
| 2014.                                             | Најбољи глумац у главној улози                        | Вук са Вол Стрита                         | Номинација | Метју Маконахеј (Пословни клуб Далас)                                                   |
| 2016.                                             | Најбољи глумац у главној улози                        | Повратник                                 | Освојено   |                                                                                         |
| 2020.                                             | Најбољи глумац у главној улози                        | Било једном у Холивуду                    | Номинација | Хоакин Финикс (Џокер)                                                                   |
| BAFTA                                             |                                                       |                                           |            |                                                                                         |
| 2005.                                             | Најбољи глумац у главној улози                        | Авијатичар                                | Номинација | Џејми Фокс (Реј)                                                                        |
| 2007.                                             | Најбољи глумац у главној улози                        | Двострука игра                            | Номинација | Форест Витакер (Последњи краљ Шкотске)                                                  |
| 2014.                                             | Најбољи глумац у главној улози                        | Вук са Вол Стрита                         | Номинација | Чуетел Еџиофор (Дванаест година ропства)                                                |
| 2016.                                             | Најбољи глумац у главној улози                        | Повратник                                 | Освојено   |                                                                                         |
| 2020.                                             | Најбољи глумац у главној улози                        | Било једном у Холивуду                    | Номинација | Хоакин Финикс (Џокер)                                                                   |
| Златни глобус                                     |                                                       |                                           |            |                                                                                         |
| 1994.                                             | Најбољи глумац у споредној улози                      | Шта изједа Гилберта Грејпа                | Номинација | Томи Ли Џоунс (Бегунац)                                                                 |
| 1997.                                             | Најбољи глумац у главној улози (драма)                | Титаник                                   | Номинација | Питер Фонда (Јулијево злато)                                                            |
| 2003.                                             | Најбољи глумац у главној улози (драма)                | Ухвати ме ако можеш                       | Номинација | Џек Николсон (Све о Шмиту)                                                              |
| 2005.                                             | Најбољи глумац у главној улози (драма)                | Авијатичар                                | Освојено   |                                                                                         |
| 2007.                                             | Најбољи глумац у главној улози (драма)                | Двострука игра Крвави дијамант            | Номинација | Форест Витакер (Последњи краљ Шкотске)                                                  |
| 2009.                                             | Најбољи глумац у главној улози (драма)                | Револуционарни пут                        | Номинација | Мики Рорк (Рвач)                                                                        |
| 2012.                                             | Најбољи глумац у главној улози (драма)                | Џ. Едгар                                  | Номинација | Џорџ Клуни (Потомци)                                                                    |
| 2013.                                             | Најбољи глумац у споредној улози                      | Ђангова освета                            | Номинација | Кристоф Валц (Ђангова освета)                                                           |
| 2014.                                             | Најбољи глумац у главној улози (мјузикл или комедија) | Вук са Вол Стрита                         | Освојено   |                                                                                         |
| 2016.                                             | Најбољи глумац у главној улози (драма)                | Повратник                                 | Освојено   |                                                                                         |
| 2020.                                             | Најбољи глумац у главној улози (мјузикл или комедија) | Било једном у Холивуду                    | Номинација | Тарон Еџертон (Рокетмен)                                                                |
| Награда Удружења филмских глумаца                 |                                                       |                                           |            |                                                                                         |
| 2005.                                             | Најбољи глумац у главној улози                        | Авијатичар                                | Номинација | Џејми Фокс (Реј)                                                                        |
| 2007.                                             | Најбољи глумац у споредној улози                      | Двострука игра                            | Номинација | Еди Мерфи (Девојке из снова)                                                            |
| 2007.                                             | Најбољи глумац у главној улози                        | Крвави дијамант                           | Номинација | Форест Витакер (Последњи краљ Шкотске)                                                  |
| 2012.                                             | Најбољи глумац у главној улози                        | Џ. Едгар                                  | Номинација | Жан Дижарден (Уметник)                                                                  |
| 2016.                                             | Најбољи глумац у главној улози                        | Повратник                                 | Освојено   |                                                                                         |
| Награда Удружења телевизијских филмских критичара |                                                       |                                           |            |                                                                                         |
| 2005.                                             | Најбољи глумац у главној улози                        | Авијатичар                                | Номинација | Џејми Фокс (Реј)                                                                        |
| 2007.                                             | Најбољи глумац у главној улози                        | Двострука игра Крвави дијамант            | Номинација | Форест Витакер (Последњи краљ Шкотске)                                                  |
| 2014.                                             | Најбољи глумац у главној улози                        | Вук са Вол Стрита                         | Освојено   |                                                                                         |
| 2016.                                             | Најбољи глумац у главној улози                        | Повратник                                 | Освојено   |                                                                                         |
| Награда Удружења филмских критичара из Бостона    |                                                       |                                           |            |                                                                                         |
| 2013.                                             | Најбољи глумац у главној улози                        | Вук са Вол Стрита                         | Номинација | Чуетел Еџиофор (Дванаест година ропства)                                                |
| 2016.                                             | Најбољи глумац у главној улози                        | Повратник                                 | Освојено   |                                                                                         |
| Награда Удружења филмских критичара из Њујорка    |                                                       |                                           |            |                                                                                         |
| 1993.                                             | Најбољи глумац у споредној улози                      | Шта изједа Гилберта Грејпа, Дечаков живот | Номинација | Рејф Фајнс (Шиндлерова листа)                                                           |
| Награда Удружења онлајн филмских критичара        |                                                       |                                           |            |                                                                                         |
| 2005.                                             | Најбољи глумац                                        | Авијатичар                                | Номинација | Пол Џијамати (Странпутице)                                                              |
| 2007.                                             | Најбољи глумац                                        | Двострука игра                            | Номинација | Форест Витакер (Последњи краљ Шкотске)                                                  |
| 2016.                                             | Најбољи глумац                                        | Повратник                                 | Номинација | Мајкл Фасбендер (Стив Џобс)                                                             |
| Златни медвед                                     |                                                       |                                           |            |                                                                                         |
| 1993.                                             | Најбољи глумац                                        | Ромео и Јулија                            | Освојено   |                                                                                         |
| Награда ААКТА                                     |                                                       |                                           |            |                                                                                         |
| 2011.                                             | Најбољи интернационални глумац                        | Џ. Едгар                                  | Номинација | Жан Дижарден (Уметник)                                                                  |
| 2013.                                             | Најбољи интернационални глумац                        | Вук са Вол Стрита                         | Номинација | Чуетел Еџиофор (Дванаест година ропства)                                                |
| 2013.                                             | Најбољи глумац у главној улози                        | Велики Гетсби                             | Освојено   |                                                                                         |
| МТВ филмска награда                               |                                                       |                                           |            |                                                                                         |
| 1997.                                             | Најбољи пољубац                                       | Ромео и Јулија                            | Номинација | Вил Смит и Вивика А. Фокс (Дан независности)                                            |
| 1997.                                             | Најбољи филмски дуо                                   | Ромео и Јулија                            | Номинација | Николас Кејџ и Шон Конери (Стена)                                                       |
| 1997.                                             | Најбољи глумац                                        | Ромео и Јулија                            | Номинација | Том Круз (Џери Магвајер)                                                                |
| 1998.                                             | Титаник                                               | Најбољи глумац                            | Номинација | Адам Сандлер и Дру Баримор (Свадбени певач) Николас Кејџ и Џон Траволта (Украдено лице) |
| 1998.                                             | Титаник                                               | Најбољи глумац                            | Номинација | Адам Сандлер и Дру Баримор (Свадбени певач) Николас Кејџ и Џон Траволта (Украдено лице) |
| 1998.                                             | Титаник                                               | Најбољи глумац                            | Освојено   | Адам Сандлер и Дру Баримор (Свадбени певач) Николас Кејџ и Џон Траволта (Украдено лице) |
| 2003.                                             | Најбољи пољубац (са Камерон Дијаз)                    | Банде Њујорка                             | Номинација | Тоби Магвајер и Кирстен Данст (Спајдермен)                                              |
| 2003.                                             | Најбољи глумац                                        | Ухвати ме ако можеш                       | Номинација | Еминем (8 миља)                                                                         |
| 2005.                                             | Најбољи глумац                                        | Авијатичар                                | Освојено   |                                                                                         |
| 2005.                                             | Најшокнатнији филмски моменат (са Елен Пејџ)          | Почетак                                   | Номинација | Џастин Бибер (Џастин Бибер: Никад не реци никад)                                        |
| 2013.                                             | Најбољи негативац                                     | Ђангова освета                            | Номинација | Том Хидлстон (Осветници)                                                                |
| 2013.                                             | Најбољи филмски дуо (са Самјуелом Л. Џексоном)        | Ђангова освета                            | Номинација | Сет Макфарлан и Марк Волберг (Меда)                                                     |
| 2014.                                             | Најшокнатнији филмски моменат (са Марго Роби)         | Вук са Вол Стрита                         | Освојено   |                                                                                         |
| Награда Емпајер                                   |                                                       |                                           |            |                                                                                         |
| 2007.                                             | Најбољи глумац                                        | Двострука игра                            | Номинација | Данијел Крејг (Казино Ројал)                                                            |
| 2011.                                             | Најбољи глумац                                        | Почетак                                   | Номинација | Колин Ферт (Краљев говор)                                                               |
| 2014.                                             | Најбољи глумац                                        | Вук са Вол Стрита                         | Номинација | Џејмс Макавој (Прљаво)                                                                  |
| 2016.                                             | Најбољи глумац                                        | Повратник                                 | Освојено   |                                                                                         |
| Награда Сателит                                   |                                                       |                                           |            |                                                                                         |
| 1998.                                             | Најбољи глумац у играном филму                        | Титаник                                   | Номинација | Роберт Дувал (Апостол)                                                                  |
| 2006.                                             | Најбољи глумац у играном филму                        | Крвави дијамант                           | Номинација | Форест Витакер (Последњи краљ Шкотске)                                                  |
| 2006.                                             | Најбољи споредни глумац у играном филму               | Двострука игра                            | Освојено   |                                                                                         |
| 2008.                                             | Најбољи глумац у играном филму                        | Револуционарни пут                        | Номинација | Ричард Џенкинс (Посетилац)                                                              |
| 2010.                                             | Најбољи глумац у играном филму                        | Почетак                                   | Номинација | Колин Ферт (Краљев говор)                                                               |
| 2011.                                             | Најбољи глумац у играном филму                        | Џ. Едгар                                  | Номинација | Рајан Гозлинг (Возач)                                                                   |
| 2013.                                             | Најбољи глумац у играном филму                        | Вук са Вол Стрита                         | Номинација | Метју Маконахеј (Пословни клуб Далас)                                                   |
| 2016.                                             | Најбољи глумац у играном филму                        | Повратник                                 | Освојено   |                                                                                         |
| Награда Сатурн                                    |                                                       |                                           |            |                                                                                         |
| 2011.                                             | Најбољи глумац                                        | Почетак, Затворено острво                 | Номинација | Џеф Бриџиз (Трон — Легат)                                                               |
| Златна малина                                     |                                                       |                                           |            |                                                                                         |
| 1999.                                             | Најгори пар                                           | Човек са гвозденом маском                 | Освојено   |                                                                                         |
| 2001.                                             | Најгори глумац                                        | Плажа                                     | Номинација | Џон Траволта (Бојно поље Земља, Срећни бројеви)                                         |

## Познати глумци са којима је сарађивао
| Филм                       | Глумци                                                            |
| -------------------------- | ----------------------------------------------------------------- |
| Дечаков живот              | Роберт де Ниро и Елен Баркин                                      |
| Шта изједа Гилберта Грејпа | Џони Деп                                                          |
| Брзи и мртви               | Шерон Стоун, Расел Кроу и Џин Хекман                              |
| Кошаркашки дневници        | Марк Волберг                                                      |
| Ромео и Јулија             | Клер Дејнс                                                        |
| Марвинова соба             | Мерил Стрип, Роберт де Ниро и Дајана Китон                        |
| Титаник                    | Кејт Винслет и Били Зејн                                          |
| Човек са гвозденом маском  | Џереми Ајронс, Џон Малкович и Жерар Депардје                      |
| Позната личност            | Кенет Брана, Винона Рајдер, Мелани Грифит и Шарлиз Терон          |
| Плажа                      | Тилда Свинтон                                                     |
| Донова шљива               | Тоби Магвајер                                                     |
| Ухвати ме ако можеш        | Том Хенкс, Кристофер Вокен и Мартин Шин                           |
| Банде Њујорка              | Данијел Деј-Луис и Камерон Дијаз                                  |
| Авијатичар                 | Кејт Бланчет, Кејт Бекинсејл, Алек Болдвин, Џуд Ло и Гвен Стефани |
| Крвави дијамант            | Џенифер Конели и Џимон Хансу                                      |
| Двострука игра             | Мет Дејмон, Џек Николсон, Марк Волберг, Мартин Шин и Алек Болдвин |
| Тело лажи                  | Расел Кроу                                                        |
| Револуционарни пут         | Кејт Винслет                                                      |
| Затворено острво           | Марк Рафало, Бен Кингсли и Мишел Вилијамс                         |
| Почетак                    | Мајкл Кејн, Марион Котијар, Елен Пејџ, Кен Ватанабе и Том Харди   |
| Џ. Едгар                   | Наоми Вотс, Џуди Денч и Џош Лукас                                 |
| Ђангова освета             | Џејми Фокс и Семјуел Л. Џексон                                    |
| Велики Гетсби              | Тоби Магвајер и Кери Малиган                                      |
| Вук са Вол Стрита          | Метју Маконахеј, Џона Хил и Марго Роби                            |
| Повратник                  | Том Харди и Донал Глисон                                          |